# 安娥

安娥（1905年—1976年），剧作家。原名张式源，曾用名何平、张菊生，河北获鹿人。

## 生平
安娥1925年肄业于北京国立艺术专科学校，同年加入中国共产主义青年团，不久后加入中国共产党。翌年，在大连从事宣传、女工工作。1927年赴莫斯科中山大学学习。1929年回国，在上海中共中央特科工作，任国民党中央驻沪特派员杨登瀛秘书。曾发展田汉入党，并开始诗歌创作。1931年与田汉未婚生一子。1932年，因中共机关遭破坏，与党组织失去联系。1932年后，她在上海参加进步文艺运动，曾任百代唱片公司歌曲部主任。
抗日战争期间，安娥任战地记者，1938年与田汉结婚。后辗转武漢、重慶、桂林、昆明等地。 安娥是中国战时儿童保育会的发起人和组织者之一，并任保育会常务理事， 拯救、收容和培育了战争难童三万余名。 她为《战时儿童保育院院歌》作词， 保育生少儿时期随着院歌长大。
抗日战争胜利后回上海，1946年起在上海市实验戏剧学校执教。1948年赴解放区，次年重新加入中国共产党。
1949年后，安娥先后在北京人民艺术剧院、中央实验歌剧院任创作员。1956年因病失去工作能力。

## 主要作品
- 诗集《燕赵儿女》
- 诗剧《高粱红了》、《洪波曲》、《战地之春》等
- 儿童剧《假佬佬》、《海石花》
- 戏曲剧本《情探》（与田汉合作）
- 歌词《卖报歌》、《渔光曲》、《三个姑娘》、《节日的晚上》、《杯酒高歌》等